# 플레셰프군

비엘코폴스카주 지도에 표시된 플레셰프군의 위치

플레셰프군(폴란드어: powiat pleszewski)은 폴란드 비엘코폴스카주에 위치한 군으로 군청 소재지는 플레셰프이며 면적은 711.91km2, 인구는 61,951명(2006년 기준), 인구 밀도는 87명/km2이다.
북쪽으로는 브제시니아군, 스우프차군, 북동쪽으로는 코닌군, 남동쪽으로는 칼리시시, 칼리시군, 남쪽으로는 오스트루프군, 남서쪽으로는 크로토신군, 서쪽으로는 야로친군과 접한다. 6개 지방 자치체(3개 도시형 농촌, 3개 농촌)를 관할한다.

군기
군 문장